# Cherone di Pellene
Cherone di Pellene (in greco antico: Χαίρων?, Chàiron; Pellene, ... – Pellene, dopo il 330 a.C.) è stato un atleta e politico greco antico.

## Biografia
Cherone vinse ai Giochi Istmici, forse due volte, e quattro volte agli Antichi Giochi olimpici, tra il 356 a.C. e il 344 a.C.. Alessandro Magno lo fece tiranno di Pellene.
Si dice che la gente di Pellene si rifiutasse persino di menzionarlo con il suo nome, perché avrebbe esiliato gli aristocratici di Pellene e dato le loro mogli e proprietà ai loro schiavi, forse influenzato dal comunismo di Platone e Senocrate. A tal proposito affermava Ateneo di Naucrati:
(trad. A. D'Andria)